# Тейт Сміт
Тейт Сміт  (англ. Tate Smith, 18 листопада 1981) — австралійський веслувальник, олімпієць.

## Виступи на Олімпіадах
| Олімпіада   | Дисципліна                     | Місце     |
| ----------- | ------------------------------ | --------- |
| Пекін 2008  | байдарка-четвірка, 1000 метрів | 4 h2 r2/3 |
| Лондон 2012 | байдарка-четвірка, 1000 метрів | 1         |

## Зовнішні посилання
- Досьє на sport.references.com